# Jean Jacquy
Jean Jacquy est un homme politique français né le 27 juin 1875 à Montceau-les-Mines (Saône-et-Loire) et mort le 29 septembre 1954 à Bouvancourt (Marne).

## Biographie
Jean Jacquy, lieutenant au 132e R.I, se marie avec Virginie Marie-Louise Budker en 1905. Il travaille à la ferme de Vaux-Varennes.
Exploitant agricole, Jean Jacquy devient maire de Bouvancourt en 1910 et Conseiller général du canton de Fismes de 1919 à 1940. Député de la Marne de 1924 à 1928, et Sénateur de 1933 à 1940.
Le 10 juillet 1940, il vote les pleins pouvoirs au maréchal Pétain, et devient membre du Conseil national de Vichy. Destitué de ses mandats en 1944, il quitte la vie politique.

## Sources
- « Jean Jacquy », dans le Dictionnaire des parlementaires français (1889-1940), sous la direction de Jean Jolly, PUF, 1960 [détail de l’édition]